# Parendacustes khaosoki
Parendacustes khaosoki är en insektsart som beskrevs av Andrej Vasiljevitj Gorochov 2003. Parendacustes khaosoki ingår i släktet Parendacustes och familjen syrsor. Inga underarter finns listade i Catalogue of Life.